# Rowena Blankestijn
Rowena Blankestijn (29 januari 1990) is een Nederlands voetballer.  Zij behoorde vanaf 2009 tot de speelsters van het FC Utrecht dat in 2007 toetrad tot de Eredivisie voor vrouwen.

## Erelijst
- KNVB beker: 2010

## Statistieken
| Seizoen | Club       | Land      | Competitie | Wedstrijden | Doelpunten |
| ------- | ---------- | --------- | ---------- | ----------- | ---------- |
| 2009/10 | FC Utrecht | Nederland | Eredivisie | 14          | 0          |
| 2010/11 | FC Utrecht | Nederland | Eredivisie | 21          | 5          |
| 2011/12 | FC Utrecht | Nederland | Eredivisie | 18          | 2          |
| Totaal  | Totaal     | Totaal    | Totaal     | 53          | 7          |

Laatste update 23 mei 2012 11:16 (CEST)